# منحة رودس

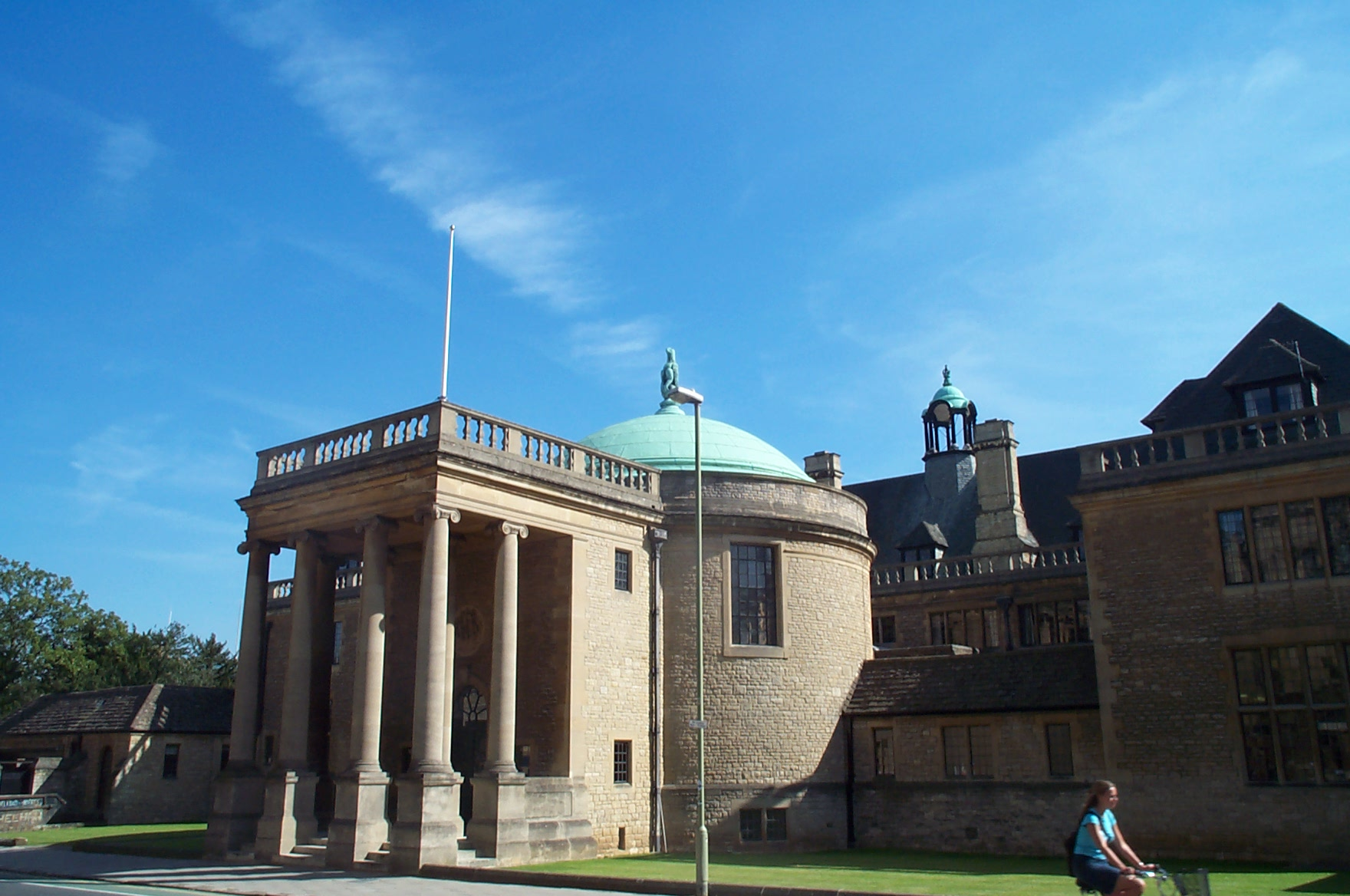
مبنى "دار رودس" بجامعة اكسفورد، صممه السير هربرت بيكر

منحة رودس (بالإنجليزية: Rhodes Scholarship)‏ هي منحة دراسية دولية تتيح لطلبة الدراسات العليا الأجانب الدراسة بجامعة أكسفورد البريطانية. سميت بهذا الاسم نسبة إلى السياسي البريطاني سيسل رودس، وكانت ـ وقت إنشائها ـ أول برنامج موسع للمنح الدراسية الدولية في العالم. وما زال يُنظر لهذه المنحة باعتبارها واحدة من أرفع برامج المنح الدراسية على مستوى العالم.
تقوم أمانة المنحة بتسديد الرسوم الدراسية عن الطلاب، إلى جانب منح الطلاب راتبًا شهريًا لتغطية نفقات الإقامة والمعيشة.

## معايير الاختيار
حددت وصية رودس أربعة معايير لاختيار مستحقي المنحة، هي:
- التحصيل الأدبي والعلمي.
- استعداد الطالب لاستغلال مواهبه إلى أقصى درجة، ومن ذلك حبه للرياضة ونجاحة فيها.
- الصدق، والجرأة، وتكريس الذات للواجب، والتعاطف مع الضعفاء وحمايتهم، والعطف، ونبذ الأنانية، وروح الزمالة.
- القوة الأخلاقية للشخصية وامتلاك غريزة القيادة والاهتمام بالزملاء.

وقد قصرت الوصية في البداية القبول بالمنحة على طلاب المستعمرات البريطانية والولايات المتحدة الأمريكية وألمانيا؛ حيث رأى رودس أن «... التفاهم الجيد بين إنجلترا وألمانيا والولايات المتحدة الأمريكية سوف يحقق السلام العالمي...».

## من مشاهير الحاصلين على المنحة
| الطالب          | السنة | الجامعة التي كان ينتمي إليها | الكلية التي التحق بها في أكسفورد | ما اشتهر به |
| --------------- | ----- | ---------------------------- | -------------------------------- | --- |
| إدوين هابل      | 1910  | جامعة شيكاغو                 | كلية الملكة (كوينز)              | فلكي أمريكي |
| هوارد فلوري     | 1921  | جامعة أديليد                 | كلية ماغدالين                    | عالم أدوية أسترالي، حصل على جائزة نوبل في الطب سنة 1945 لإسهامه في اكتشاف خصائص البنسلين. |
| جون إيكلس       | 1925  | جامعة ملبورن                 | كلية ماغدالين                    | عالم وظائف أعضاء أسترالي. حصل على جائزة نوبل في الطب سنة 1963 لأبحاثه حول التشابكات العصبية. |
| كلينث بروكس     | 1929  | جامعتا فاندربيلت وتولين.     | كلية إكسيتر                      | ناقد أدبي أمريكي |
| دين راسك        | 1931  | كلية ديفيدسون                | كلية سانت جون                    | وزير خارجية الولايات المتحدة بين عامي 1961 و1969. |
| دوم منتوف       | 1939  | جامعة مالطا                  | كلية هيرتفورد                    | رئيس وزراء مالطا لفترتين: من عام 1955 إلى عام 1957، ومن عام 1971 إلى 1984. |
| جيمس بيلينغتون  | 1950  | جامعة برنستون                | كلية بيليول                      | أكاديمي ومؤرخ وأمين مكتبة الكونغرس بدءًا من عام 1987. |
| جون سورل        | 1952  | ويسكونسن                     | كنيسة المسيح                     | فيلسوف أمريكي |
| تشارلز تيلور    | 1952  | جامعة مكغيل                  | كلية بيليول                      | فيلسوف. فائز بجائزتي كيوتو وتمبلتون. |
| إدوارد دي بونو  | 1953  | جامعة مالطا                  | كنيسة المسيح                     | كاتب ومؤلف وعالم نفس مالطي. |
| رينولدز برايس   | 1955  | جامعة ديوك                   | كلية ميرتون                      | شاعر وروائي أمريكي |
| كريس كريستوفرسن | 1958  | كلية بومونا                  | كلية ميرتون                      | ممثل وموسيقي أمريكي. |
| مايكل سبنس      | 1966  | جامعة برنستون                | كلية ماغدالين                    | اقتصادي كندي، حاصل على جائزة نوبل في الاقتصاد سنة 2001. |
| بيل كلينتون     | 1968  | جامعة جورجتاون               | الكلية الجامعية                  | رئيس الولايات المتحدة الثاني والأربعون |
| والتر إيزاكسون  | 1974  | جامعة هارفارد                | كلية بيمبروك                     | مؤلف، رئيس معهد آسبن، مدير تحرير مجلة تايم (1995 ـ 2001)، مدير تنفيذي لشبكة سي إن إن. |
| مايكل ساندل     | 1975  | جامعة براندايس               | كلية بيليول                      | فيلسوف سياسي أمريكي وأستاذ بجامعة هارفارد. |
| براين غرين      | 1984  | جامعة هارفارد                | كلية ماغدالين                    | عالم فيزياء أمريكي |
| سوزان رايس      | 1986  | جامعة ستانفورد               | نيو كوليج                        | مساعد وزير الخارجية الأمريكي للشؤون الإفريقية (1997 ـ 2001)، سفيرة الولايات المتحدة الأمريكية بالأمم المتحدة منذ عام 2009 وحتى الآن.                                                                       |
| نوح فيلدمان     | 1992  | جامعة هارفارد                | كنيسة المسيح                     | مؤلف أمريكي وأستاذ قانون بجامعة هارفارد. مستشار دستوري للسلطة المؤقتة الحاكمة للعراق بين عامي 2003 و2005.                                                                                                  |
| بوبي جندال      | 1992  | جامعة براون                  | نيو كوليج                        | حاكم ولاية لويزيانا منذ عام 2008 وحتى الآن. عضو بالكونجرس عن ولاية لويزيانا بين عامي 2005 و2007. مساعد وزير الصحة والخدمات الإنسانية بين عامي 2001 و2004. رئيس منظومةة جامعة لويزيانا بين عامي 1999 و2011. |
| راتشيل مادو     | 1995  | جامعة ستانفورد               | كلية لينكولن                     | مقدمة برنامج "راتشيل مادو شو" (بالإنجليزية: The Rachel Maddow Show)‏ على قناة إم إس إن بي سي. |